# Did You Know That There's a Tunnel Under Ocean Blvd
Did You Know That There's a Tunnel Under Ocean Blvd és el novè àlbum d'estudi de la cantautora nord-americana Lana Del Rey. Va ser publicat el 24 de març de 2023 per Interscope Records i Polydor Records. L'àlbum compta amb producció de Mike Hermosa, Jack Antonoff, Drew Erickson, Zach Dawes i Benji, i inclou col·laboracions amb Jon Batiste, Bleachers, Father John Misty, Tommy Genesis i SYML. Ve precedit pel llançament de tres senzills, un dels quals la cançó principal homònima.
L'àlbum inclou 16 cançons, amb el tema principal com a cançó número dos. Inclou imatges i visuals del col·laborador habitual de Del Rey Neil Krug.

## Antecedents i llançament
El llançament de l'àlbum ve precedit per tres senzills. El primer, "Did You Know That There's a Tunnel Under Ocean Blvd", es va publicar el 7 de desembre i el segon, "A&W", el 14 de febrer de 2023. Els dos senzills van rebre aclamació per part de diversos crítics, amb el darrer qualificat com a "Millor cançó nova" per Pitchfork. El tercer senzill i cançó que obre l'àlbum, "The Grants", es va estrenar al programa "Future Sounds with Clara Amfo" de BBC Radio 1 el 14 de març de 2023, essent publicat posteriorment a les plataformes de streaming el mateix dia.
Originalment previst per a un llançament el 10 de març de 2023, l'àlbum es va ajornar al 24 de març. L'art i imatges de l'àlbum han estat preses pel col·laborador habitual de Del Rey, Neil Krug, i la coberta escollida entre 65 imatges diferents, entre les quals una on la cantant apareixia nua. Finalment Del Rey va decidir no utilitzar aquesta foto per "deixar que les cançons parlessin per elles mateixes". La llista final de cançons de l'àlbum es va revelar el 13 de gener de 2023.

## Composició
Did You Know That There's a Tunnel under Ocean Blvd conté 16 peces, les quals són 14 cançons i dos interludis. El disc està produït per Del Rey i Jack Antonoff, un col·laborador habitual, així com Mike Hermosa, Drew Erickson, Zach Dawes i Benji, i compta amb col·laboracions amb Jon Batiste, SYML, Riopy, Father John Misty, Bleachers i Tommy Genesis. En una entrevista realitzada per Billie Eilish per a Interview, Del Rey va revelar que volia que la música de l'àlbum tingués "un element espiritual", dient que completar l'àlbum li va ser "totalment natural" en contrast amb l'enfocament de "construcció global" que va tenir a l'hora de crear Norman Fucking Rockwell! el 2019. "Margaret", el 13è tema, compta amb la col·laboració de la banda d'Antonoff, Bleachers. "Kintsugi" i "Fingertips" van ser descrits per Del Rey com "molt llargs i aparaulats", contenint els seus "pensaments més íntims". La cançó final, "Taco Truck x VB", es creu que interpola o implica la cançó de Del Rey "Venice Bitch" (VB) del seu àlbum Norman Fucking Rockwell!. En una entrevista a Rolling Stone UK, Del Rey va confirmar aquesta sospita, afirmant que la cançó seria "la versió bruta, densa, original i inaudita de 'Venice Bitch'".

## Crítiques professionals
Did You Know That There's a Tunnel under Ocean Blvd ha rebut aclamació per part de la crítica musical. A Metacritic, que assigna una qualificació sobre 100 a les crítiques de música mainstream, l'àlbum ha rebut una puntuació mitjana de 82 sobre 100 en 21 crítiques, indicant "aclamació universal".
Olivia Horn, de Pitchfork, va qualificar l'àlbum com una "obra majèstica, esterlina, sovint desconcertant d'automitologia i psicoamericana", a la seva puntuació de 8,3 sobre 10. Lucy Harbon de Gigwise va anomenar l'àlbum l'obra magna de Del Rey, donant-li una qualificació de 10 sobre 10 i aplaudint la seva interpretació vocal i les referències al seu propi treball passat.
Escrivint per a The Guardian, Shaad D'Souza va donar a l'àlbum 4 de 5 estrelles, anomenant l'àlbum "el seu disc més silenciós i més voluntàriament inescrutable en molt de temps, potser des del rebel i silenciós Honeymoon del 2015. […] Moltes cançons aquí són subtils, vaporoses, però igualment potents". Annabel Nugent de The Independent va donar a l'àlbum 4 de 5 estrelles, i va qualificar l'àlbum de ser "profund, en capes" i "ruminant", i va assenyalar que algunes de les cançons que Del Rey mateixa va descriure com a cançons de queixa "són llargues i poden ser repetitives, tot i així, queixar-se mai no ha sonat tan atractiu".
En una ressenya per a Clash, Robin Murray va donar a l'àlbum una puntuació de 7 sobre 10 i el va qualificar de "disc ambiciós, de vegades inquietant", i el va comparar amb la seva col·lecció de poesia del 2020, Violet Bent Backwards over the Grass. Murray va continuar dient que l'àlbum està "emmarcat per dos pols de classicisme i experimentació". Per a NME, la ressenya de 4 de 5 estrelles de Rhian Daly assenyala que a Did You Know That There's a Tunnel Under Ocean Blvd, Del Rey "entra en un nou territori líric" així com "nous mons sonors", i continua dient que l'àlbum "consolida l'estatus de Del Rey com una de les compositores més intrigants de la música moderna".

## Llista de cançons
| 1.            | «The Grants»                                                                                           | Del Rey Drew Erickson Zach Dawes             | 4:55  |
| 2.            | «Did You Know That There's a Tunnel Under Ocean Blvd»                                                  | Del Rey Hermosa Jack Antonoff Erickson Dawes | 4:45  |
| 3.            | «Sweet»                                                                                                | Del Rey Erickson                             | 3:36  |
| 4.            | «A&W»                                                                                                  | Del Rey Antonoff                             | 7:13  |
| 5.            | «Judah Smith Interlude»                                                                                | Del Rey Antonoff                             | 4:36  |
| 6.            | «Candy Necklace» (featuring Jon Batiste)                                                               | Del Rey Dawes Nick Waterhouse Ian Doerr      | 5:14  |
| 7.            | «Jon Batiste Interlude»                                                                                | Del Rey Antonoff Dawes                       | 3:33  |
| 8.            | «Kintsugi»                                                                                             | Del Rey Antonoff Laura Sisk                  | 6:18  |
| 9.            | «Fingertips»                                                                                           | Erickson                                     | 5:48  |
| 10.           | «Paris, Texas» (featuring SYML)                                                                        | Del Rey Antonoff                             | 3:26  |
| 11.           | «Grandfather Please Stand on the Shoulders of My Father While He's Deep-Sea Fishing» (featuring Riopy) | Del Rey Antonoff                             | 4:00  |
| 12.           | «Let the Light In» (featuring Father John Misty)                                                       | Del Rey Erickson Hermosa                     | 4:38  |
| 13.           | «Margaret» (featuring Bleachers)                                                                       | Del Rey Antonoff                             | 5:39  |
| 14.           | «Fishtail»                                                                                             | Del Rey Antonoff                             | 4:02  |
| 15.           | «Peppers» (featuring Tommy Genesis)                                                                    | Del Rey Antonoff Lysaght Father              | 4:08  |
| 16.           | «Taco Truck x VB»                                                                                      | Del Rey Antonoff                             | 5:53  |
| Durada total: | Durada total:                                                                                          | Durada total:                                | 77:43 |